# 208 v.Chr.
Het jaar 208 v.Chr. is een jaartal volgens de christelijke jaartelling.

## Gebeurtenissen

### Italië
- Marcus Claudius Marcellus I wordt in Zuid-Italië bij Venusia, door Numidische lichte cavalerie in een hinderlaag gelokt. Hij wordt door de Carthagers gevangengenomen en in het openbaar geëxecuteerd (spietsing).

### Carthago
- Slag bij Baecula: Het Romeinse leger (35.000 man) onder Publius Cornelius Scipio Africanus, verslaat in Andalusië bij Baecula (huidige Bailén) de Carthagers.
- Hasdrubal Barkas trekt zich met het Carthaagse leger terug langs de rivier de Guadalquivir, zijn broer Mago Barkas blijft achter op het Iberisch Schiereiland. De Carthaagse garnizoenen komen onder zijn bevel te staan.

### China
- Keizer Er Shi Huangdi laat vanwege paleisintriges Li Si en zijn familie ter dood veroordelen, de oude minister wordt door een beul bij zijn middel in tweeën gehakt.
- Mao Dun onderwerpt de Toengoezische stam de Dung Hu. Het rijk van de Xiong Nu strekt zich uit via Mongolië tot aan Kashmir, de nomaden beheersen de belangrijke Zijderoute.

## Overleden
- Marcus Claudius Marcellus I (~268 v.Chr. - ~208 v.Chr.), Romeins consul en veldheer (60)